# Чемпионат мира по современному пятиборью среди женщин 1998
XVIII Чемпионат мира по современному пятиборью среди женщин 1998 проводился в Мехико (Мексика) с 28 июля по 3 августа. Одновременно проходил XXXX Чемпионат мира среди мужчин.
На чемпионате сборная России выступала в составе: чемпионка мира 1997 года Елизавета Суворова, Марина Колонина, Татьяна Муратова и запасная 17-летняя Ольга Короткова.
Главный тренер команды - Алексей Олегович Хапланов.

## Итоги выступления команды России
Чемпионат в Мехико был для нас неудачным, особенно если сравнить его с первенством мира-97 в Софии, на котором российские пятиборки выступили блестяще, завоевав золотую и серебряную медали. Однако в этом нет ничего удивительного: все лидеры сборной после травм, а дублеров у нас нет. Кроме того, в Мексике пришлось сделать замену в женской команде: Татьяна Муратова снялась с соревнований из-за травмы (защемление седалищного нерва). Вместо неё на старт вышла семнадцатилетняя Ольга Короткова. Юной спортсменке удалось не только выполнить задачу минимум - попасть в финал, но и установить личный рекорд в стрельбе (162 из 200). Стабильно выступив в четырёх видах, Короткова могла претендовать на места от 20-го и выше. К сожалению, в конкуре спортсменка не справилась с лошадью и опустилась на 32 позицию. У Суворовой недавно были проблемы со спиной, связанные с остеохондрозом, так что высоких результатов ожидать не приходилось. Марина Колонина неудачно выступила в конкуре и в итоге заняла 28-е место набрав 4395 очков.
Лучшей из россиянок была чемпионка России 1998 года Елизавета Суворова - 13-й (4724 очков).
Командой наши спортсменки заняли 5 место.

## Результаты
- Командное первенство.

1. Польша (Полина Boenisz, Дорота Идзи, Анна Сулима)
2. Великобритания (Кейт Алленби, Да Льюис, Стефани Кук)
3. Венгрия (Bea Simóka, Жужанна Vörös, Каталин Partics)

- Эстафета.

1. Польша (Ивона Дабровска-Ковалевска, Дорота Идзи, Анна Сулима)
2. Германия (Таня Мейер-Efland, Елена Reiche, Ким Raisner)
3. Великобритания (Стефани Кук, Юлия Аллен, Кейт Алленби)